# مردم تولی

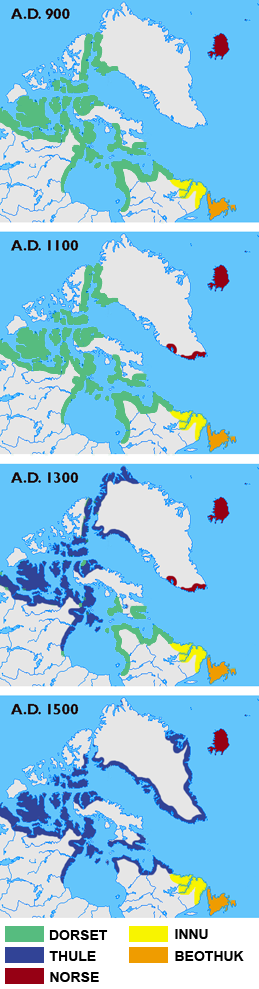
نقشه فرهنگ‌های منطقه گرینلند، لابرادور، نیوفاندلند و جزایر قطبی کانادا در سال‌های ۹۰۰، ۱۱۰۰، ۱۳۰۰ و ۱۵۰۰ میلادی. رنگ سبز نشان‌دهنده فرهنگ دورست است. آبی برای فرهنگ تولی، قرمز برای نورس‌ها، زرد برای اینوها و نارنجی برای بیوتوک‌ها به‌کار رفته است.

مردم تولی (انگلیسی: Thule people) مردمی بودند که فرهنگشان به نام فرهنگ تولی یا فرهنگ نیا-اسکیمویی نامیده می‌شود و اسکیموهای (اینوئیت‌های) امروزی نوادگان آن‌ها به‌شمار می‌آیند.
خاستگاه فرهنگ تولی نواحی کرانه‌ای آلاسکا و دوره زمانی آن حدود سال ۱۰۰۰ پس از میلاد بود. مردمان این فرهنگ محدوده خود را از سواحل آلاسکا به مرور به سمت شرق در کانادا گسترش دادند و در سده سیزدهم میلادی به گرینلند رسیدند.
آنها در این مناطق جای مردمان یک فرهنگ پیش از خود به نام فرهنگ دورسِت را گرفتند. نام تولی از نام روستای تولی گرفته شده‌است که در شمال غرب گرینلند روبه‌روی کانادا واقع شده‌است. این نامگذاری به این خاطر است که برای نخستین بار بقایای باستان‌شناختی تولی‌ها در محلی به نام کُپهٔ کامر در این محل یافت شد.
از ویژگی‌های فرهنگ تولی این است که آنها فنون کاملاً جدیدی را از جمله برای شکار و صید ماهی با خود وارد شمال غرب قاره آمریکا کردند. از آن جمله است استفاده از کایاک‌های یک‌نفره یا چند نفره، استفاده از نیزه‌های بهتر (آکِج) و سورتمه‌های سگ‌ران بهتر و فنون جدید خانه‌سازی. با بهره‌گیری از این فنون مردمان تولی موفق شدند به شکار نهنگ قطبی نیز رفته و از پوست و روغن این جاندار استفاده کنند. خانه‌سازی بهتر نیز باعث تحرکاتی در زمینه‌های دینی و آیینی و هنری در جامعه تولی شد.

## پیشینه
نشانه‌هایی در دست است که مردمان تولی با وایکینگ‌ها تماس‌هایی داشتند. وایکینگ‌ها در سده یازدهم میلادی به سواحل کانادا رسیده بودند. برای اثبات این که وایکینگ‌ها با مردمان دورست نیز تماس پیدا کرده بودند شواهد زیادی در دست نیست. در منابع وایکینگی از مردمی با نام تحقیرآمیز «اسکارلینگن» (به معنی بدبخت‌بیچاره‌ها) یاد شده که احتمال می‌رود منظور از آن تولی‌ها باشند.
بخشی از تولی‌ها در گامی که «گسترش دوم» نامیده می‌شود به سمت جنوب کوچیدند. حدود سده‌های سیزدهم و چهاردهم تولی‌ها جمعیت منطقه‌ای را تشکیل می‌دادند که امروزه این اینوئیت‌های مرکزی در آن ساکن‌اند و در حدود سده پانزدهم فرهنگ تولی جایگزین فرهنگ دورست شد. از سده هجدهم تماس‌های مردمان تولی با اروپایی‌ها شدت یافت. 
به خاطر تاثیرات شدید عصر یخبندان کوچک یعنی دوره نسبتاً سردتر که از سده پانزدهم تا پایان سده نوزدهم به درازا کشید جامعه تولی‌ها دچار تشتت و پراکنده شد. آن‌ها پس از آن در ادبیات جهان به عنوان اسکیمو شناخته شدند و بعدها برای آن‌ها نام اینوئیت به‌کار رقت.